# Тарногроцки, Макс
Фридрих-Вильгельм (Макс) Тарногроцки (нем. Friedrich-Wilhelm (Max) Tarnogrocki; 4 сентября 1904, Бад-Франкенхаузен-Кифхойзер — 22 декабря 1993, Берлин) — немецкий легкоатлет, выступавший в беге на средние дистанции. Участник летних Олимпийских игр 1928 года.

## Биография
Макс Тарногроцки родился 4 сентября 1904 года в немецком городе Бад-Франкенхаузен-Кифхойзер.
Выступал в легкоатлетических соревнованиях за берлинский «Целендорф-88», а после переезда на учёбу в Дрезден за местный Академический спортивный клуб. В 1925 году стал чемпионом Германии в эстафете 3х1000 метров, в 1928 году завоевал серебряную медаль в беге на 800 метров.
В 1928 году вошёл в состав сборной Германии на летних Олимпийских играх в Амстердаме. В беге на 800 метров занял 4-е место в четвертьфинале, показав результат 1 минута 59,9 секунды и уступив 0,3 секунды попавшему в полуфинал с 3-го места Рою Уотсону из США.
Был доктором юриспруденции, работал налоговым консультантом. В 1960—1962 годах возглавлял отдел лёгкой атлетики клуба «Целендорф-88».
Умер 22 декабря 1993 года в Берлине.

## Личный рекорд
- Бег на 800 метров — 1.54,4 (1928)[1]